# Lacul și Pădurea Cernica (sit SPA)
Lacul și Pădurea Cernica alcătuiesc o zonă naturală (arie de protecție specială avifaunistică - sit SPA) situată în partea sudică a României, pe teritoriile județelor Călărași și Ilfov.

## Localizare
Aria naturală se întinde în extremitatea nord-vestică a județului Călărași, pe teritoriul comunei Fundeni și în cea sud-estică a județului Ilfov, pe teritoriile administrative ale comunelor: Brănești, Cernica, Găneasa și pe cel al orașului Pantelimon. Situl este străbătut de Autostrada Soarelui, de drumul național DN3 și de drumul județean DJ103, care leagă satul Cernica de orașul Pantelimon.

## Înființare
Situl Lacul și Pădurea Cernica (cu o suprafață de 3.782,4 ha.) a fost declarat arie de protecție specială avifaunistică prin Hotărârea  de Guvern nr. 971 din 5 octombrie 2011 (pentru modificarea și completarea Hotărârii Guvernului nr. 1.284/2007 privind declararea ariilor de protecție specială avifaunistică ca parte integrantă a rețelei ecologice europene Natura 2000 în România).

## Biodiversitate
Încadrat în bioregiunea geografică continentală și stepică a Câmpiei Române, în bazinul hidrografic al râurilor Cernica și Pasărea, situl dispune de cinci tipuri de habitate naturale: Ape dulci continentale (stătătoare și curgătoare), Culturi cerealiere extensive (inclusiv culturile de rotație cu dezmiriștire), Pajiști ameliorate, Păduri caducifolite și Mlaștini (vegetație de centură), smârcuri, turbării. Aria naturală asigură condiții de odihnă, hrănire, cuibărire și reproducere pentru diferite specii de păsări migratoare, cât și condiții prielnice de viețuire pentru câteva specii de mamifere, reptile, amfibieni și insecte.
La baza desemnării sitului se află câteva specii avifaunistice protejate la nivel european prin Directiva 79/409/CEE din 2 aprilie 1979 (privind conservarea păsărilor sălbatice) sau aflate pe lista roșie a IUCN; astfel: rață roșie (Aythya nyroca), dumbrăveancă (Coracias garrulus), ciocănitoare de grădină (Dendrocopos syriacus), pescăruș râzător (Larus ridibundus), cufundar polar (Gavia arctica), muscar gulerat (Ficedula albicollis), sfrâncioc roșiatic (Lanius collurio), sfrânciocul cu frunte neagră (Lanius minor), strigă (Tyto alba), cormoran mic (Phalacrocorax pygmeus), chiră de baltă (Sterna hirundo) și stârc de noapte (Nycticorax nycticorax).
Specii de mamifere, reptile, amfibieni și insecte semnalate în arealul sitului: jder de copac (Martes martes), viezure (Meles meles), iepure de câmp (Lepus europaeus), nevăstuică (Mustela nivalis), dihor (Mustela putorius), cârtiță (Talpa europaea), gușter (Lacerta viridis), șarpe de casă (Natrix natrix), șarpe de apă (Natrix tessellata) și buhai de baltă, un gândac scufundător (Dytiscus marginalis).

## Căi de acces
- Drumul național DN3, pe ruta: București - Pantelimon - Brănești